# Dovyalis zenkeri
Espèce
Synonymes
- Dovyalis acuminata Gilg ex Engl.[1]
- Dovyalis giorgii De Wild.[1]
- Dovyalis tenuispina Gilg[1]

Dovyalis zenkeri est une espèce de plantes à fleurs de la famille des Salicaceae et du genre Dovyalis, présente en Afrique tropicale.
Son épithète spécifique zenkeri rend hommage au botaniste allemand Georg August Zenker, collecteur au Cameroun et qui récolta ce spécimen.

## Description
C'est un arbuste épineux (4-5 m) ou un arbre (jusqu'à 10 m), avec des branches retombantes, des feuilles oblongues-elliptiques, pubescentes sur les pétioles et les nervures, des fruits globuleux et charnus,.

## Distribution
L'espèce est présente en Afrique tropicale de l'ouest et du centre, du sud du Nigeria à la république démocratique du Congo,.

## Habitat
On la rencontre dans les forêts galeries, les forêts transitionnelles, les savanes, à une altitude comprise entre 1 et 1 675 m,.

## Utilisation
Le fruit est comestible.